# Calypso (logiciel)
Pour les articles homonymes, voir Calypso (homonymie).
 (avril 2009).
Calypso Technology, Inc est un éditeur de logiciels fondé en 1997 par des anciens de la société Infinity Financial Technology, Charles Marston et Kishore Bopardikar, à l'occasion du rachat de cette dernière par SunGard.
L'entreprise développe une suite d'applications intégrées pour les transactions financières et pour la gestion de risque destinées aux banques d'investissement et autres entreprises actives sur les marchés financiers mondiaux. Calypso a plus de 32 000 utilisateurs chez plus de 160 clients dans le monde, dont huit des dix premières banques mondiales.[réf. nécessaire]
Ayant son siège à San Francisco, Calypso est également présent dans dix huit autres villes à travers le monde : New York, San Paolo, Santiago, Londres, Paris, Madrid, Francfort, Copenhague, Moscou, Hong Kong, Pékin, Tokyo, Sydney, Singapour, Dubai, Mumbai, Chennai, Punne.
Calypso a établi des partenariats avec de nombreux grands fournisseurs de technologies de grid computing (DataSynapse), et d'informatique décisionnelle (Visokio).
La plate-forme de trading et de gestion du risque de Calypso est une suite d'applications intégrées conçue dès le départ pour être front-to-back office, cross-asset pour les produits dérivés et les produits de trésorerie. La plate-forme est écrite en Java et déployée depuis la version 14 du logiciel sur le serveur d'application JBoss.

## Concurrence
Les principaux concurrents de Calypso sont :
- Misys, avec les progiciels Summit (depuis le rachat de Summit Systems en 1996), Sophis (depuis le rachat de Sophis en 2011) et Kondor+ (depuis le rachat à Thomson Reuters en 2012) ;
- Murex ;
- NeoXam, éditeur global pour l'Asset Management et la finance, basé à Paris ;
- SunGard ;
- Vermeg, Groupe international éditeur de logiciels bancaires et d'assurance ;
- Wall Street Systems, un éditeur américain initialement spécialisé dans le back office mais qui a élargi son offre au front office depuis son rachat du finlandais Tréma en 2006.